# BIG Travel Sweden AB
BIG Travel Sweden AB är en av svensk resebyråkedja som grundades 1985. 
Tommy Malm startade BIG Travelgruppen 1983 genom successiva uppköp av ett antal resebyråer främst i södra Sverige. Över tiden har företaget vuxit till en av Sveriges största resebyråer, med flera butiker runt om i Sverige. 2015 såldes bolaget och fokus ändrades från att erbjuda både privat- och affärsresor, till att nu enbart fokusera på affärsresor och har därför inte längre några butiker kvar.